# Държавен институт за статистика (Северна Македония)
Държавният институт за статистика (на македонска литературна норма: Државен завод за статистика) е правителствена организация в Северна Македония.
Неговата основна задача е да изработва висококачествени и надеждни статистически данни за Северна Македония. Основен продукт на института са статистически публикации в печатни форма, електронно разпространение (електронни продукти) и статистически услуги. Институтът е основан на 1 юни 1945 г. Седалището му се намира в град Скопие.